# Jezioro wulkaniczne

Jezioro w kraterze wulkanu Irazú

Jezioro wulkaniczne – jezioro, które występuje w kraterach wygasłych wulkanów, a także dolinach zatamowanych przez potoki lawy. Zasilane są przez opady atmosferyczne i posiadają zazwyczaj owalny kształt, niewielką powierzchnię i znaczną głębokość. Wyróżnia się cztery rodzaje jezior wulkanicznych:
- kraterowe – powstają w kraterach wygasłych wulkanów[a],
- zaporowe – powstają wskutek zatamowania odpływu wody przez potoki lawy,
- kalderowe – tworzą się w kalderach nieczynnych wulkanów,
- maary – zajmują zagłębienia w lejkowatych kraterach pozostałych po wulkanach eksplozywnych[1].

## Przykłady jezior wulkanicznych
- jezioro Albano we Włoszech,
- jezioro Nemi we Włoszech,
- jezioro Cuicocha w Ekwadorze,
- jezioro Kerið na Islandii,
- Jezioro Kraterowe w Oregonie,
- jezioro Nyos w Kamerunie,
- jezioro Toba na Sumatrze,
- jeziora Tazawa i Towada w Japonii,
- jezioro w kraterze Pektu-san,
- jezioro w kraterze Kelut,
- jezioro w kraterze Irazú,
- jezioro w kraterze Pinatubo,
- jezioro w kraterze Keli Mutu.
- jezioro w kraterze Deriba Caldera